# Regulamento (União Europeia)
O regulamento é um acto legislativo da União Europeia, que se torna imediatamente executivo à lei em todos os Estados-Membros em simultâneo. O regulamento pode ser distinguido das directivas que, pelo menos em princípio, têm de ser transpostas para a legislação nacional. Nos termos da Constituição Europeia os regulamentos tornarar-se-iam conhecidos como "leis europeias", mas esta proposta foi, entretanto, abandonada.
O regulamento é um acto legislativo ordinário, com carácter geral e obrigatório, e directamente aplicável a todos os Estados-membro da União Europeia, tal qual decorre do artigo 288º§2º do Tratado sobre o Funcionamento da União Europeia.
1. ↑  Rui Manuel Gens de Moura Ramos. "Tratado da União Europeia e Tratado sobre o Funcionamento da União Europeia",Coimbra Editora - 4ª Ed.(2011)